# Pornografía MILF

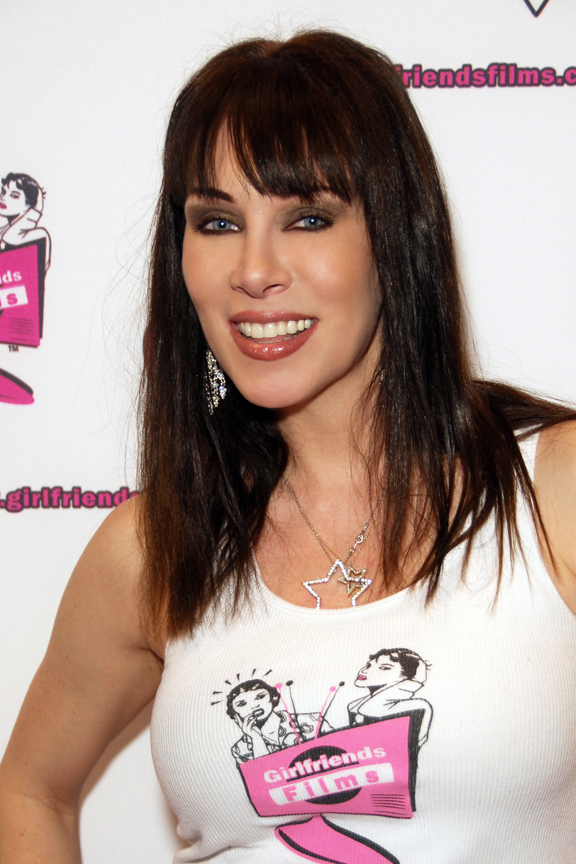
Rayveness en la AVN Expo, Las Vegas, NV en enero de 2010

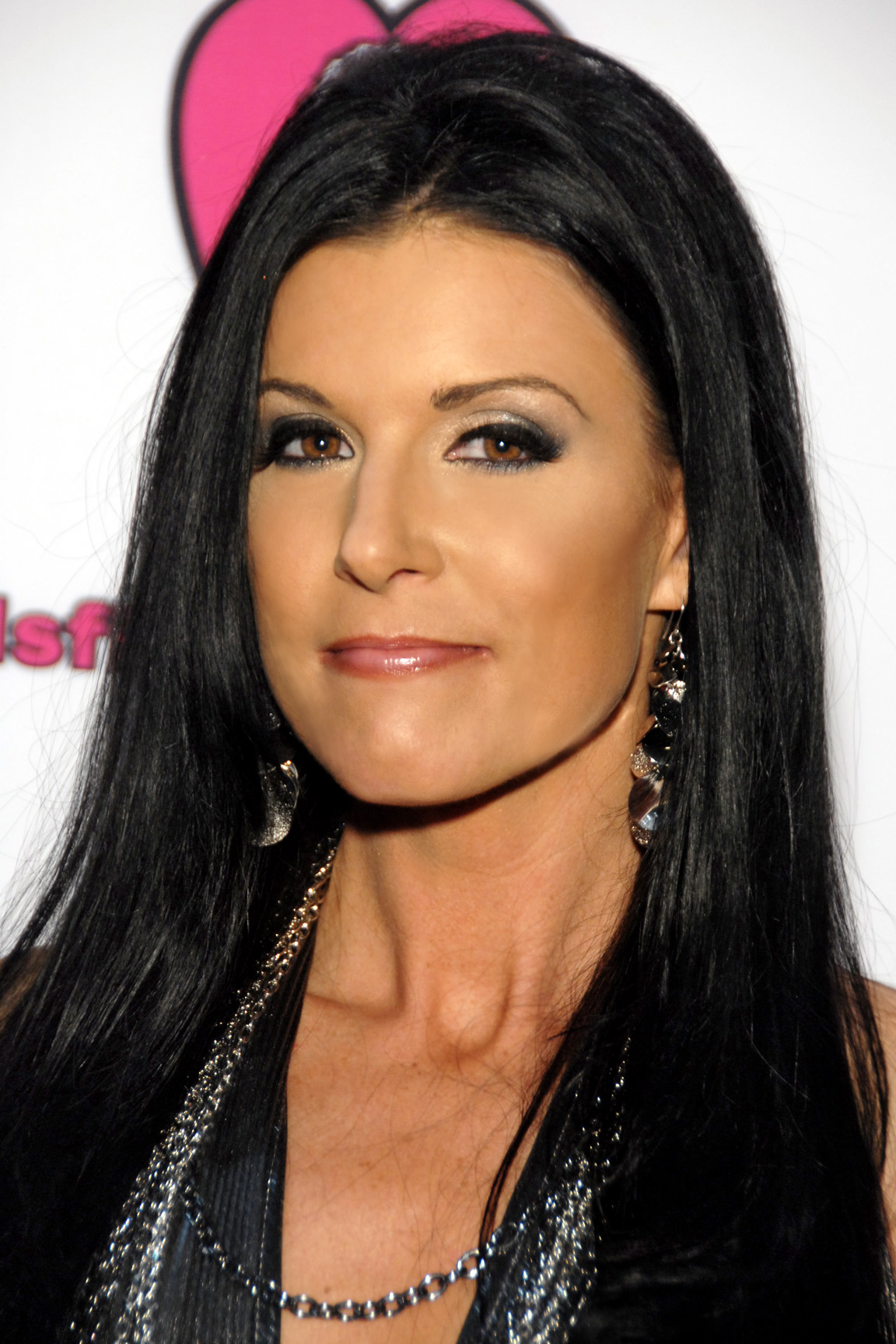
India Summer en la AVN Expo, Las Vegas, NV en enero de 2011

La pornografía MILF es un género de pornografía en el que las actrices normalmente son mujeres que tienen entre 40 y 59 años de edad, aunque muchas actrices han comenzado a realizar este tipo de películas pornográficas a los 30 años o más, y que esas mujeres sean atractivas y sexis, ya que sino, se les considera «maduras». El argumento central típico MILF es una dinámica de mujer mayor con amantes más jóvenes.
El género porno MILF es un segmento en crecimiento en la industria del sexo y ha propiciado la ampliación de la carrera las actrices porno femeninas. Las actrices del género porno MILF tienen sus propios premios: XRCO MILF of the Year Award, AVN MILF/Cougar Performer of the Year Award, CAVR MILF of the Year Award y Urban X Award for Best MILF Performer. En Japón Adult Broadcasting Awards tiene premios para la mejor actriz madura. Desde 2007, Playboy tiene una serie de edición especial titulada Hot Housewives que demuestra el interés suscitado en este género.
El acrónimo MILF, del inglés Mom I'd Like to Fuck (se traduce en la mayor parte de Hispanoamérica como MQMC, Mamá Que Me Cogería; en España como MQMF, Madre Que Me Follaría), se refiere directamente al rango de edad citado al principio. Otro término usado en el género es cougar, el cual implica una mujer mayor como depredadora.

## Premios
- MILF of the Year
- Urban X Awards
- Adult Broadcasting Awards
- MILF Performer
- MILF Site